# Championnat d'Argentine féminin de football 2023
Navigation
Édition précédente Édition suivante
Le Championnat d'Argentine féminin de football 2023 (Campeonato de Primera División “A” de Fútbol Femenino 2023) est la quarante-sixième saison du championnat et la cinquième saison avec des équipes professionnelles. Après le championnat 2022 où trois équipes ont été reléguées, et deux promotions cette saison, le championnat passe à 20 équipes.
Le Boca Juniors est le tenant du titre.

## Organisation
Le championnat est composé de deux tournois. Lors de la première phase, du 3 février au 25 juin 2023, les 20 équipes se rencontrent une seule fois, soit un total de 19 matchs.
Après la Coupe du monde féminine de football 2023, en juillet et en août, se déroule la deuxième phase. Les équipes sont répartis dans deux groupes de dix, les quatre premiers de groupe sont qualifiés pour la phase finale qui se joue sous le format coupe, avec quart de finale, demi-finale et finale. Le vainqueur est sacré champion d'Argentine.
Les quatre clubs relégués sont déterminés par un classement cumulé qui prend en compte le premier tournoi et le deuxième tournoi.

## Qualifications continentales
Le champion et le vainqueur du premier tournoi jouent une finale avec un match unique sur terrain neutre pour déterminer l'équipe qualifiée pour la Copa Libertadores féminine 2024.

## Compétition

### Premier tournoi
Les équipes se rencontrent une seule fois, le vainqueur est qualifié pour la finale de qualification pour la Copa Libertadores féminine 2024 contre le champion d'Argentine.
| Rang | Équipe                   | Pts | J  | G  | N | P  | Bp | Bc | Diff |
| ---- | ------------------------ | --- | -- | -- | - | -- | -- | -- | ---- |
| 1    | Boca Juniors T           | 48  | 19 | 15 | 3 | 1  | 43 | 7  | +36  |
| 2    | UAI Urquiza              | 48  | 19 | 15 | 3 | 1  | 42 | 8  | +34  |
| 3    | Rosario Central          | 43  | 19 | 13 | 4 | 2  | 32 | 8  | +24  |
| 4    | River Plate              | 36  | 19 | 11 | 3 | 5  | 29 | 15 | +14  |
| 5    | CA Platense              | 35  | 19 | 10 | 5 | 4  | 24 | 18 | +6   |
| 6    | Racing Club              | 31  | 19 | 10 | 1 | 8  | 27 | 16 | +11  |
| 7    | CA Independiente         | 30  | 19 | 9  | 3 | 7  | 23 | 16 | +7   |
| 8    | San Lorenzo              | 29  | 19 | 8  | 5 | 6  | 26 | 22 | +4   |
| 9    | Club Atlético Belgrano P | 28  | 19 | 9  | 1 | 9  | 26 | 18 | +8   |
| 10   | CA Huracán               | 27  | 19 | 6  | 9 | 4  | 16 | 15 | +1   |
| 11   | Excursionistas           | 24  | 19 | 6  | 6 | 7  | 20 | 26 | -6   |
| 12   | Club Atlético Banfield P | 23  | 19 | 7  | 2 | 10 | 17 | 22 | -5   |
| 13   | Gimnasia La Plata        | 22  | 19 | 5  | 7 | 7  | 20 | 20 | 0    |
| 14   | SAT                      | 22  | 19 | 5  | 5 | 7  | 18 | 24 | -6   |
| 15   | Estudiantes Buenos Aires | 21  | 19 | 6  | 3 | 10 | 23 | 29 | -6   |
| 16   | Ferro Carril Oeste       | 20  | 19 | 6  | 2 | 11 | 20 | 25 | -5   |
| 17   | Estudiantes de La Plata  | 15  | 19 | 3  | 6 | 10 | 14 | 32 | -18  |
| 18   | El Porvenir              | 15  | 19 | 4  | 3 | 12 | 16 | 42 | -26  |
| 19   | Defensores de Belgrano   | 8   | 19 | 2  | 2 | 15 | 8  | 46 | -38  |
| 17   | CA Lanús                 | 7   | 19 | 2  | 1 | 16 | 10 | 45 | -35  |

Les deux premiers étant à égalité de points, un match d'appui est organisé entre Boca Juniors et UAI Urquiza, le Boca Juniors remporte la partie 1 à 0 et est désigné champion du premier tournoi 2023.

### Deuxième tournoi
Les équipes sont répartis dans deux groupes définis en début de saison. Les quatre premiers se qualifient pour la phase finale.
| Rang | Équipe                   | Pts | J  | G | N | P  | Bp | Bc | Diff |
| ---- | ------------------------ | --- | -- | - | - | -- | -- | -- | ---- |
| 1    | UAI Urquiza              | 22  | 10 | 7 | 1 | 2  | 19 | 9  | +10  |
| 2    | San Lorenzo              | 19  | 10 | 6 | 1 | 3  | 13 | 9  | +4   |
| 3    | Club Atlético Belgrano P | 18  | 10 | 5 | 3 | 2  | 22 | 11 | +11  |
| 4    | Club Atlético Banfield P | 18  | 10 | 5 | 3 | 2  | 16 | 13 | +3   |
| 5    | River Plate              | 17  | 10 | 5 | 2 | 3  | 27 | 14 | +13  |
| 6    | CA Independiente         | 14  | 10 | 4 | 2 | 4  | 16 | 14 | +2   |
| 7    | CA Platense              | 14  | 10 | 4 | 2 | 4  | 10 | 16 | -6   |
| 8    | SAT                      | 11  | 10 | 3 | 2 | 5  | 13 | 14 | -1   |
| 9    | Estudiantes de La Plata  | 3   | 10 | 1 | 0 | 9  | 7  | 25 | -18  |
| 10   | Defensores de Belgrano   | 0   | 10 | 0 | 0 | 10 | 2  | 27 | -25  |

| Rang | Équipe                   | Pts | J  | G | N | P | Bp | Bc | Diff |
| ---- | ------------------------ | --- | -- | - | - | - | -- | -- | ---- |
| 1    | Boca Juniors T           | 28  | 10 | 9 | 1 | 0 | 24 | 4  | +20  |
| 2    | Racing Club              | 24  | 10 | 8 | 0 | 2 | 20 | 9  | +11  |
| 3    | Club Ferro Carril Oeste  | 19  | 10 | 6 | 1 | 3 | 20 | 11 | +9   |
| 4    | CA Huracán               | 13  | 10 | 3 | 4 | 3 | 11 | 10 | +1   |
| 5    | Gimnasia La Plata        | 13  | 10 | 3 | 4 | 3 | 12 | 12 | 0    |
| 6    | Estudiantes Buenos Aires | 12  | 10 | 4 | 0 | 6 | 11 | 16 | -5   |
| 7    | Rosario Central          | 11  | 10 | 3 | 2 | 5 | 9  | 11 | -2   |
| 8    | Excursionistas           | 11  | 10 | 3 | 2 | 5 | 6  | 13 | -7   |
| 9    | CA Lanús                 | 9   | 10 | 2 | 3 | 5 | 8  | 15 | -7   |
| 10   | El Porvenir              | 6   | 10 | 1 | 3 | 6 | 6  | 19 | -13  |

#### Phase finale
Le vainqueur de la phase finale est déclaré champion d'Argentine, il est également qualifié pour la finale de qualification pour la Copa Libertadores féminine 2024
|  | Quarts de finale | Quarts de finale        | Quarts de finale        | Quarts de finale        |                        |                        | Demi-finales    | Demi-finales    | Demi-finales    | Demi-finales    |  |  | Finale                 | Finale                 | Finale                 | Finale                 |
|  |                  |                         |                         |                         |                        |                        |                 |                 |                 |                 |  |  |                        |                        |                        |                        |
|  | 3 décembre 2023  | 3 décembre 2023         | 3 décembre 2023         | 3 décembre 2023         |                        |                        | 6 décembre 2023 | 6 décembre 2023 | 6 décembre 2023 | 6 décembre 2023 |  |  | 10 et 13 décembre 2023 | 10 et 13 décembre 2023 | 10 et 13 décembre 2023 | 10 et 13 décembre 2023 |
|  | 3 décembre 2023  | 3 décembre 2023         | 3 décembre 2023         | 3 décembre 2023         |                        |                        | 6 décembre 2023 | 6 décembre 2023 | 6 décembre 2023 | 6 décembre 2023 |  |  | 10 et 13 décembre 2023 | 10 et 13 décembre 2023 | 10 et 13 décembre 2023 | 10 et 13 décembre 2023 |
|  | 1er A            | UAI Urquiza             | 1                       | 1                       |                        |                        | 6 décembre 2023 | 6 décembre 2023 | 6 décembre 2023 | 6 décembre 2023 |  |  | 10 et 13 décembre 2023 | 10 et 13 décembre 2023 | 10 et 13 décembre 2023 | 10 et 13 décembre 2023 |
|  | 1er A            | UAI Urquiza             | 1                       | 1                       |                        |                        | 6 décembre 2023 | 6 décembre 2023 | 6 décembre 2023 | 6 décembre 2023 |  |  | 10 et 13 décembre 2023 | 10 et 13 décembre 2023 | 10 et 13 décembre 2023 | 10 et 13 décembre 2023 |
|  | 4e B             | CA Huracán              | 0                       | 0                       |                        |                        | 6 décembre 2023 | 6 décembre 2023 | 6 décembre 2023 | 6 décembre 2023 |  |  | 10 et 13 décembre 2023 | 10 et 13 décembre 2023 | 10 et 13 décembre 2023 | 10 et 13 décembre 2023 |
|  | 4e B             | CA Huracán              | 0                       | 0                       | UAI Urquiza            | UAI Urquiza            | 1               | 1               |                 |                 |  |  | 10 et 13 décembre 2023 | 10 et 13 décembre 2023 | 10 et 13 décembre 2023 | 10 et 13 décembre 2023 |
|  | 3 décembre 2023  |                         |                         |                         | UAI Urquiza            | UAI Urquiza            | 1               | 1               |                 |                 |  |  | 10 et 13 décembre 2023 | 10 et 13 décembre 2023 | 10 et 13 décembre 2023 | 10 et 13 décembre 2023 |
|  |                  |                         | Club Atlético Belgrano  | Club Atlético Belgrano  | 2                      | 2                      |                 |                 |                 |                 |  |  | 10 et 13 décembre 2023 | 10 et 13 décembre 2023 | 10 et 13 décembre 2023 | 10 et 13 décembre 2023 |
|  | 2e B             | Racing Club             | Club Atlético Belgrano  | Club Atlético Belgrano  | 2                      | 2                      | 0(3)            | 0(3)            |                 |                 |  |  | 10 et 13 décembre 2023 | 10 et 13 décembre 2023 | 10 et 13 décembre 2023 | 10 et 13 décembre 2023 |
|  | 2e B             | Racing Club             | 6 décembre 2023         |                         |                        |                        | 0(3)            | 0(3)            |                 |                 |  |  | 10 et 13 décembre 2023 | 10 et 13 décembre 2023 | 10 et 13 décembre 2023 | 10 et 13 décembre 2023 |
|  | 3e A             | Club Atlético Belgrano  | 0(4)                    | 0(4)                    |                        |                        |                 |                 |                 |                 |  |  | 10 et 13 décembre 2023 | 10 et 13 décembre 2023 | 10 et 13 décembre 2023 | 10 et 13 décembre 2023 |
|  | 3e A             | Club Atlético Belgrano  | 0(4)                    | 0(4)                    | Club Atlético Belgrano | Club Atlético Belgrano | 0               | 0               |                 |                 |  |  |                        |                        |                        |                        |
|  | 3 décembre 2023  |                         |                         |                         | Club Atlético Belgrano | Club Atlético Belgrano | 0               | 0               |                 |                 |  |  |                        |                        |                        |                        |
|  |                  |                         | Boca Juniors            | Boca Juniors            | 1                      | 2                      |                 |                 |                 |                 |  |  |                        |                        |                        |                        |
|  | 1er B            | Boca Juniors            | Boca Juniors            | Boca Juniors            | 1                      | 2                      | 1               | 1               |                 |                 |  |  |                        |                        |                        |                        |
|  | 1er B            | Boca Juniors            |                         |                         |                        |                        |                 |                 |                 |                 |  |  |                        |                        |                        |                        |
|  | 4e A             | Club Atlético Banfield  | 0                       | 0                       |                        |                        |                 |                 |                 |                 |  |  |                        |                        |                        |                        |
|  | 4e A             | Club Atlético Banfield  | 0                       | 0                       | Boca Juniors           | Boca Juniors           | 4               | 4               |                 |                 |  |  |                        |                        |                        |                        |
|  | 3 décembre 2023  |                         |                         |                         | Boca Juniors           | Boca Juniors           | 4               | 4               |                 |                 |  |  |                        |                        |                        |                        |
|  |                  |                         | Club Ferro Carril Oeste | Club Ferro Carril Oeste | 1                      | 1                      |                 |                 |                 |                 |  |  |                        |                        |                        |                        |
|  | 2e A             | San Lorenzo             | Club Ferro Carril Oeste | Club Ferro Carril Oeste | 1                      | 1                      | 0               | 0               |                 |                 |  |  |                        |                        |                        |                        |
|  | 2e A             | San Lorenzo             |                         |                         |                        |                        |                 | 0               |                 |                 |  |  |                        |                        |                        |                        |
|  | 3e B             | Club Ferro Carril Oeste | 1                       | 1                       |                        |                        |                 |                 |                 |                 |  |  |                        |                        |                        |                        |
|  | 3e B             | Club Ferro Carril Oeste | 1                       | 1                       |                        |                        |                 |                 |                 |                 |  |  |                        |                        |                        |                        |
|  |                  |                         |                         |                         |                        |                        |                 |                 |                 |                 |  |  |                        |                        |                        |                        |

### Finale pour la Copa Libertadores
Le vainqueur du premier tournoi et le champion d'Argentine se rencontrent dans une finale à match unique pour déterminer l'équipe représentant l'Argentine en Copa Libertadores féminine 2024

### Classement cumulé
Le classement cumulé est obtenu avec les résultats des deux tournois, les quatre derniers sont relégués en deuxième division.
| Rang | Équipe                   | Pts | J  | G | N | P | Bp | Bc | Diff |
| ---- | ------------------------ | --- | -- | - | - | - | -- | -- | ---- |
| 1    | Boca Juniors T           | 76  | 29 | 0 | 0 | 0 | 0  | 0  | 0    |
| 2    | UAI Urquiza              | 70  | 29 | 0 | 0 | 0 | 0  | 0  | 0    |
| 3    | Racing Club              | 55  | 29 | 0 | 0 | 0 | 0  | 0  | 0    |
| 4    | Rosario Central          | 54  | 29 | 0 | 0 | 0 | 0  | 0  | 0    |
| 5    | River Plate              | 53  | 29 | 0 | 0 | 0 | 0  | 0  | 0    |
| 6    | CA Platense              | 49  | 29 | 0 | 0 | 0 | 0  | 0  | 0    |
| 7    | San Lorenzo              | 48  | 29 | 0 | 0 | 0 | 0  | 0  | 0    |
| 8    | Club Atlético Belgrano P | 46  | 29 | 0 | 0 | 0 | 0  | 0  | 0    |
| 9    | CA Independiente         | 44  | 29 | 0 | 0 | 0 | 0  | 0  | 0    |
| 10   | Club Atlético Banfield P | 41  | 29 | 0 | 0 | 0 | 0  | 0  | 0    |
| 11   | CA Huracán               | 40  | 29 | 0 | 0 | 0 | 0  | 0  | 0    |
| 12   | Club Ferro Carril Oeste  | 39  | 29 | 0 | 0 | 0 | 0  | 0  | 0    |
| 13   | Gimnasia La Plata        | 35  | 29 | 0 | 0 | 0 | 0  | 0  | 0    |
| 14   | Excursionistas           | 35  | 29 | 0 | 0 | 0 | 0  | 0  | 0    |
| 15   | SAT                      | 33  | 29 | 0 | 0 | 0 | 0  | 0  | 0    |
| 16   | Estudiantes Buenos Aires | 33  | 29 | 0 | 0 | 0 | 0  | 0  | 0    |
| 17   | El Porvenir              | 21  | 29 | 0 | 0 | 0 | 0  | 0  | 0    |
| 18   | Estudiantes de La Plata  | 18  | 29 | 0 | 0 | 0 | 0  | 0  | 0    |
| 19   | CA Lanús                 | 16  | 29 | 0 | 0 | 0 | 0  | 0  | 0    |
| 20   | Defensores de Belgrano   | 8   | 29 | 0 | 0 | 0 | 0  | 0  | 0    |

## Bilan de la saison
| Championnat d'Argentine féminin de football 2023        |                                |
| Champion                                                | Boca Juniors (Premier tournoi) |
| Qualifications continentales                            |                                |
| Copa Libertadores féminine 2024                         | Boca Juniors                   |
| Promotions et relégations                               |                                |
| Promus en Championnat d'Argentine féminin de football   | San Luis Fútbol Club           |
| Relégués en Championnat d'Argentine féminin de football | El Porvenir                    |
| Relégués en Championnat d'Argentine féminin de football | Estudiantes de La Plata        |
| Relégués en Championnat d'Argentine féminin de football | CA Lanús                       |
| Relégués en Championnat d'Argentine féminin de football | Defensores de Belgrano         |